# Bảo tàng Khu vực ở Muszyna
Bảo tàng Khu vực ở Muszyna (tiếng Ba Lan: Muzeum Regionalne w Muszynie) là một bảo tàng tọa lạc tại Muszyna, Ba Lan. Bảo tàng hiện đang hoạt động trong cơ cấu tổ chức của Trung tâm Văn hóa Thành phố và Xã hội ở Muszyna.

## Lược sử hình thành
Bảo tàng Khu vực ở Muszyna được Karol Rojna thành lập vào năm 1958. Lúc đầu, Bảo tàng có tên là Bảo tàng Khu vực, về sau được đổi tên thành Bảo tàng Kỷ vật Muszyna-Zdrój. Từ năm 1968, Chi nhánh Hiệp hội Du lịch và Tham quan Ba Lan (PTTK) ở Krynica-Zdrój tiếp quản và quản lý Bảo tàng trong 40 năm tiếp theo. Trụ sở của Bảo tàng là tòa nhà nơi trước đây từng là một nhà trọ trong thập niên 1930 và từng thuộc quần thể lâu đài, tọa lạc tại số 26 Phố Antoni Kita. Do điều kiện kỹ thuật kém, trụ sở này đã bị phá bỏ vào năm 2009, sau đó được xây dựng lại ở một địa điểm khác và đưa vào hoạt động trở lại vào tháng 7 năm 2010.

## Triển lãm
Bộ sưu tập của Bảo tàng Khu vực ở Muszyna hiện chiếm bốn phòng, bao gồm các triển lãm về lịch sử của Muszyna, các bộ sưu tập liên quan đến các cộng đồng địa phương, các bộ sưu tập nghệ thuật đương đại và không chuyên.

## Giờ mở cửa
Bảo tàng Khu vực ở Muszyna hoạt động quanh năm, mở cửa tất cả các ngày trong tuần trừ thứ Hai. Khách tham quan được vào cửa miễn phí.